# Phytoseiulus longipes
Phytoseiulus longipes är en spindeldjursart som beskrevs av Evans 1958. Phytoseiulus longipes ingår i släktet Phytoseiulus och familjen Phytoseiidae. Inga underarter finns listade i Catalogue of Life.